# Schakla (Sängersklavin)
Schakla (arabisch شكلة, DMG Šakla), geb. im 8. Jahrhundert, gest. im 8. oder 9. Jahrhundert, war eine Sängersklavin und Konkubine des dritten Abbasiden-Kalifen Al-Mahdi (um 744–785, reg. 775–785) und Mutter des berühmten Abbasiden-Prinzen Ibrahim ibn al-Mahdi (779–839).

## Leben
Schakla war ein dunkelhäutiges Kind. Sie hatte einen Bruder namens Humaid. Sie gehörte zum Harem des Persers Ustadhsis, der im Jahr 767 in Chorasan gegen die Abbasiden rebellierte.  767/768 schlug der Abbasiden-Kalif al-Mansur die Revolte unter Führung seines al-Mahdi und General Khazim ibn Khuzayma al-Tamimi nieder. Die Mitglieder von Ustadhsis Harem gerieten in Kriegsgefangenschaft und wurde als Sklaven nach Bagdad gebracht. Unter den versklavten Kindern waren sowohl Schakla als auch Maradschil, die spätere Konkubine Harun al-Raschids und Mutter des siebten Abbasiden-Kalifen al-Ma'mun.
So kam Schakla noch als Kind in den Besitz al-Mahdis, der sie seiner Konkubine Muhayyat gab. Muhayyat erkannte Schaklas musikalisches Talent und schickte sie auf die berühmte Musikschule von Taif im Hidschaz im heutigen Westen Saudi-Arabiens, wo Schakla zu einer Sängersklavin ausgebildet wurde. Schließlich präsentierte al-Muhayyat sie al-Mahdi, inzwischen Kalif, der an ihr Gefallen als Konkubine fand.
Im Jahr 779 gebar sie al-Mahdi den dunkelhäutigen Prinzen Ibrahim ibn al-Mahdi, der das musikalische Talent seiner Mutter erbte und zu einem der bekanntesten Dichter, Musiker und Musikgelehrten im Abbasiden-Kalifat wurde.

## Rezeption
In der klassisch-arabischen Literatur findet Schakla unter anderem Erwähnung im Taʾrīḫ aṭ-Ṭabarī – Taʾrīḫ ar-Rusūl wa-l-Mulūk von al-Tabari (839–923), im Kitab al-Aghani von Abū l-Faradsch al-Isfahānī (897–967) und bei Ibn Challikān (1211–1282).